# All I Have to Do Is Dream
"All I Have to Do Is Dream" is een nummer van het Amerikaanse duo The Everly Brothers. Het verscheen in april 1958 als single.

## Achtergrond
"All I Have to Do Is Dream" is geschreven door Boudleaux Bryant en geproduceerd door Archie Bleyer. The Everly Brothers namen het op 6 maart 1958 op in de RCA Studios in Nashville. Naast de broers speelden ook gitarist Chet Atkins en bassist Floyd Chance mee.
In de Verenigde Staten schreef "All I Have to Do Is Dream" geschiedenis als de enige single die zowel in de "Best Sellers in Stores"- en de "Most played by Jockeys"-lijsten en de Billboard Hot 100 de eerste positie behaalde. Het was dat jaar de op een na grootste hit in de Verenigde Staten, na "Volare (Nel blu dipinto di blu)" van Domenico Modugno. Buiten de VS behaalde het ook de nummer 1-positie in de Britse UK Singles Chart en in Canada, en kwam het in Australië tot de derde plaats. Het nummer werd door de Rock and Roll Hall of Fame opgenomen in hun lijst "500 Songs that Shaped Rock and Roll" en werd in 2004 opgenomen in de Grammy Hall of Fame. In 2010 zette het tijdschrift Rolling Stone het op plaats 141 in hun lijst The 500 Greatest Songs of All Time.
"All I Have to Do Is Dream" is gecoverd door diverse artiesten. Bobbie Gentry en Glen Campbell namen in 1969 de meest succesvolle cover op. Hun versie kwam tot plaats 27 in de Billboard Hot 100 en tot de derde plaats in de UK Singles Chart. In Nederland behaalde de single de zeventiende plaats in de Tipparade. Andere versies werden uitgebracht door George Baker Selection, Richard Chamberlain (plaats 14 in de VS in 1963), The Dandy Warhols, Andy Gibb met Victoria Principal (plaats 51 in de VS in 1981), Phil Keaggy, The Nitty Gritty Dirt Band (plaats 66 in de VS in 1975), Roy Orbison, Donny Osmond, R.E.M., Cliff Richard met Phil Everly (plaats 14 in het VK in 1994), Sheila en Laurent Voulzy met Andrea Corr.

## NPO Radio 2 Top 2000
| Nummer met noteringen in de NPO Radio 2 Top 2000 | '99 | '00  | '01  | '02  | '03  | '04  | '05  | '06  | '07  | '08  |
| ------------------------------------------------ | --- | ---- | ---- | ---- | ---- | ---- | ---- | ---- | ---- | ---- |
| All I Have to Do Is Dream                        | 718 | 1159 | 1519 | 1310 | 1489 | 1716 | 1850 | 1915 | 1958 | 1727 |

1. ↑  Een vetgedrukt getal geeft de hoogste notering aan.
2. ↑  Deze tabel is bijgewerkt tot en met de laatste editie (2024).